# Michele Ferrero
Michele Ferrero (Dogliani, Piamonte; 26 de abril de 1925-Montecarlo, 14 de febrero de 2015) fue un empresario italiano, el propietario de Chocolates Ferrero, una de las mayores productoras de chocolate del mundo. Además, era considerado el hombre más rico de Italia.

## Biografía
Hijo y heredero de Pietro Ferrero, que crearía la empresa que lleva su apellido tras inventar una crema de avellana y cacao. Su famoso producto Nutella fue el resultado de la combinación de cacao con las avellanas que abundan en la región de Piamonte, su ciudad natal. De esta particular mezcla nació su hoy célebre producto. Michele llegó a ser el primer industrial italiano de la posguerra del sector de la pastelería en abrir fábricas y sedes operativas en el extranjero, convirtiendo su empresa en un grupo muy destacado a nivel internacional.
La marca incluye Nutella, Mon Chéri, Kinder Chocolate, Ferrero Rocher, Tic Tac, Huevo Kinder y Pocket Cofee.
Según la revista Forbes, fue el 23.º hombre más rico del mundo con 20 400 millones de dólares. En 2015, se situaba en el 30.º puesto con 23 400 millones de dólares.

## Vida personal
Estaba casado con Maria Franca. Dirigía la empresa junto con uno de sus hijos, Pietro Ferrero Jr. quien falleció en abril de 2011 en Sudáfrica al sufrir un infarto y caer de su bicicleta. Tuvo otro hijo, Giovanni Ferrero, quien, tras la muerte de Michele Ferrero, pasó a ser el único propietario de Ferrero.
Ferrero profesaba un ferviente catolicismo. Visitaba anualmente el Santuario de Lourdes junto a su familia y empleados. Además, hizo colocar una Virgen en cada fábrica y oficina.
Michele Ferrero falleció por diabetes el 14 de febrero de 2015 a los 89 años, en su casa en Montecarlo (Mónaco).

## Honores
- 2 de junio de 1971, fue nombrado Caballero de la Orden del Trabajo Italiana.[8]
- 26 de mayo de 2005, fue nombrado Caballero Gran Cruz de la Orden al Mérito de la República Italiana.[9]